# Freneuse-sur-Risle
Freneuse-sur-Risle é uma comuna francesa na região administrativa da Normandia, no departamento de Eure. Estende-se por uma área de 8,07 km². Em 2010 a comuna tinha 359 habitantes (densidade: 44,5 hab./km²).